# Kazuya Kamenashi
Kazuya Kamenashi, (亀梨和也, [i]Kamenashi Kazuya[/i])', född den 23 februari 1986, är en japansk sångare och skådespelare.
Kamenashi är en av medlemmarna i gruppen KAT-TUN under agenturen Johnny's Entertainment. Han kallas ofta för Kame eller Kame-chan och är den yngste medlemmen men också deras inofficiella ledare. Kamenashi och Jin Akanishi är gruppens ansikte utåt och också de populäraste av gruppmedlemmarna; de har flest solon och utrymme i framträdanden.
Kamenashi har också medverkat i några japanska TV-serier. De mest kända är Gokusen 2, Kindaichi (säsong 3 special) och Nobuta wo Produce - alla inspelade under 2005. I samband med inspelningen av Nobuta wo Produce, där han samarbetade med Tomohisa Yamashita, gav han ut en singelskiva "Seishun Amigo" med Yamashita under duonamnet "Shuji to Akira". Låten är skriven av tre svenska producenter.
Kamenashi ger bilden av att vara en glad, sprallig och energisk kille som samtidigt tar sitt arbete på blodigaste allvar, kort sagt en arbetsnarkoman. Hans popularitet gäller inte bara unga tonårstjejer, utan han går hem även hos en del äldre kvinnor och han har god hand med barn. Han är känd för att vara observant och tillmötesgående mot sina fans.

## Diskografi
För diskografi se bandet KAT-TUN.

## Filmografi

### Draman
- 1999 - 3 nen B gumi Kinpachi sensei 5
- 2005 - Gokusen 2
- 2005 - Kindaichi Shōnen no Jikenbo
- 2005 - Nobuta wo Produce
- 2006 - Sapuri
- 2006 - Yuuki
- 2006 - Kuitan SP
- 2006 - Tatta Hitotsu no Koi
- 2007 - Tokkyu Tanaka San Go
- 2008 - 1 Pound no Fukuin
- 2009 - Kami no Shizuku
- 2009 - Mr. Brain (Ep. 3)
- 2010 - Yamato Nadeshiko Shichi Henge
- 2011 - Yōkai Ningen Bem